# シャムキルFK
シャムキルFK（アゼルバイジャン語: Şəmkir Futbol Klubu）は、アゼルバイジャンのシャムキル県のシャムキルをホームタウンとしていたサッカークラブ。

## 歴史
2000年、UEFAチャンピオンズリーグ 2000-01予選1回戦でスコントFCに勝利して予選2回戦に進出した。アゼルバイジャンのチームがチャンピオンズリーグで予選を勝ち上がるのは初の出来事だった。

## タイトル
- アゼルバイジャン・プレミアリーグ：3回
  - 1999-2000, 2000-01, 2001-02

## 欧州の成績
| シーズン  | 大会                     | ラウンド  | 対戦相手                             | ホーム    | アウェー | 合計 |
| --------- | ------------------------ | --------- | ------------------------------------ | --------- | -------- | ---- |
| 1999-2000 | UEFAカップ               | 予選      | クルィヴバス・クルィヴィーイ・リーフ | 0-2       | 0-3      | 0-5  |
| 2000-01   | UEFAチャンピオンズリーグ | 予選1回戦 | スコント                             | 4-1 (aet) | 1-2      | 5-3  |
| 2000-01   | UEFAチャンピオンズリーグ | 予選2回戦 | スラヴィア・プラハ                   | 1-4       | 0-1      | 1-5  |
| 2001-02   | UEFAチャンピオンズリーグ | 予選1回戦 | バリー・タウン                       | 0-1       | 0-2      | 0-3  |
| 2004-05   | UEFAカップ               | 予選1回戦 | FCトビリシ                           | 1-4       | 0-1      | 1-5  |